# Lycostomus ambiguus
Lycostomus ambiguus là một loài bọ cánh cứng trong họ Lycidae. Loài này được C. O. Waterhouse miêu tả khoa học năm 1879.